# تشارلي رو
تشارلي رو (بالإنجليزية: Charlie Rowe)‏ (و. 1996  م) هو ممثل مسرحي، وممثل أفلام، إنجليزي.

## وصلات خارجية
- تشارلي رو على موقع IMDb (الإنجليزية)
- تشارلي رو على موقع ألو سيني (الفرنسية)
- تشارلي رو على موقع أول موفي (الإنجليزية)
- تشارلي رو على موقع قاعدة بيانات الأفلام السويدية (السويدية)
- تشارلي رو على موقع قاعدة بيانات الفيلم (الإنجليزية)
- تشارلي رو على موقع كينوبويسك (الروسية)